# Walter Buczynski
Walter Joseph Buczynski (* 17. Dezember 1933 in Toronto/Ontario) ist ein kanadischer Pianist, Komponist und Musikpädagoge.

## Leben
Buczynski studierte Klavier bei Earle Moss und Komposition bei Godfrey Ridout. Beim Kompositionswettbewerb der Composers, Authors and Publishers Association of Canada gewann er 1951 und 1952 Zweite Preise und 1954 einen Ersten Preis. 1955 studierte er in Aspen bei Darius Milhaud und Charles Jones, später vervollkommnete er seine Ausbildung bei Rosina Lhévinne und Zbigniew Drzewiecki (Klavier) sowie Nadia Boulanger (Komposition). Von 1962 bis 1969 unterrichtete er Klavier und Musiktheorie am Royal Conservatory of Music in Toronto, ab 1969 Klavier, Musiktheorie und Komposition an der University of Toronto.
Als Klaviersolist debütierte Buczynski 1955 mit dem Toronto Symphony Orchestra in Chopins Klavierkonzert f-Moll. In den 1960er und 1970er Jahren gab er Konzerte in verschiedenen Städten Kanadas, in New York, Paris und Warschau und gab Recitals in Rundfunkproduktionen der CBC. Neben dem Standardrepertoire spielte er auch eigene Werke und Werke anderer zeitgenössischer Komponisten. 1974–75 war er Präsident der Canadian League of Composers. 1977 gab er seine Laufbahn als Konzertpianist zugunsten seiner Tätigkeit als Lehrer und Komponist auf. Er trat aber auch danach vereinzelt in Konzerten und Recitals auf. 1999 wurde er an der University of Toronto emeritiert.
Der Pianist Antonín Kubálek gab 1979 ein Recital mit Klavierwerken Bucynskis. Als Auftragswerke Kubáleks komponierte Buczynski sein Klavierkonzert und seine dritte Klaviersonate. Weitere Kompositionsaufträge erhielt er von William Aide (Suite One-Two-Three, Lyric 1), Joseph Macerollo ('Kind of Popular' Pieces, Divertissement No. 2, Litanies) und dem Purcell String Quartet (Quartet No. 3, Quartet No. 4, Piano Quintet). Auch das Manitoba Chamber Orchestra und der Pianist Greg Oh spielten Uraufführungen von Werken Buczynskis. Macerollo nahm seine Fantasy on Themes of the Past auf, Kubálek die August Collection.

## Werke
- Trio für Violine, Cello und Klavier, 1954
- Divertimento for Four Solo Instruments, 1957
- Elegy for Violin and Piano ‘In Memoriam Kathleen Parlow‘ 1963
- Six Miniatures for String Quartet, 1963
- Aria and Toccata für Klavier, 1963
- Amorphus für Klavier, 1964
- Suite pour le piano ‘One; Two; Three‘, 1964
- Beztitula für Klavier und Orchester, 1964
- Four Arabesques and Dance für Flöte und Streichorchester, 1964
- Three Thoughts for Orchestra, 1964
- Triptych for Orchestra, 1964
- Ten Piano Pieces for Children, 1965
- Four Corners of Gregory für Gitarre, 1966
- Mr. Rhinoceros and His Musicians, Kinderoper, 1966
- Do Re Mi, Kinderoper, 1967
- Milósc/Love (J. Beecroft) für Sopran, Flöte und Klavier, 1967
- Trio/67 für Mandoline, Klarinette und Cello, 1967
- Sonata for piano ‘Dzieki‘, 1967
- Eight Epigrams for Young Pianists, 1967
- Four Movements für Klavier und Streichorchester, 1969
- Seven Miniatures for Orchestra, 1970
- A Work for Dance für Klarinette, Perkussion und Streichorchester, 1970
- Burlesque für Klavier, Sprecher und Tonband, 1970
- Three Piano Pieces für Klavier, 1970
- Zeroing In für Klavier, Sprecher und Tonband, 1971
- Zeroing In No. 2 ‘Distractions and Then‘ für Orchester, 1971
- Zeroing In No. 4 ‘Innards and Outards‘ für Sopran, Klavier und Orchester, 1972
- From the Buczynski Book of the Living, Kammeroper, 1972
- Zeroing In No. 5 ‘Dictionary of Mannerisms‘ für Klavier, 1972
- Twenty-Seven Pieces for a Twenty-Seven Minute Show für Klavier, 1973
- Three against Many für Flöte, Klarinette, Fagott und Orchester, 1973
- Zeroing In No. 3 für Streichquartett und Orchester, 1973
- Duo für Kontrabass und Klavier, 1974
- Quartet /74 für Flöte, Klarinette, Cello und Cembalo, 1974
- Sextet für Flöte, Klarinette, Geige, Cello und zwei Perkussionisten, 1974
- Trio/74 für Harfe, Klarinette und Kontrabass, 1974
- Two Pieces for Woodwind Quintet, 1975
- Olympics '76 für Bläserquintett, 1976
- 3 Serenades for chamber ensemble, 1976
- The Tales of Nanabozho für Bläserquintett und Erzähler, 1976
- Ars Romantica für Kammerorchester, 1976
- Lyric for Piano and Orchestra, 1976
- Rhapsody for two horns and string orchestra, 1976
- Three Serenades für Orchester, 1976
- Legends for String Orchestra, 1976
- Mass with Outside Prayers für gemischten Chor und Bläserquintett, 1976
- Psalm 51 für Sopran, Alt, Tenor, Bass, gemischten Chor, Streichorchester, Orgel und Perkussion, 1977
- The First Symphony, 1977
- Missa brevis für gemischten Chor, Streich- und Bläserquartett, 1977
- Sonate Belsize für Akkordeon, 1977
- Zeroing In - Zeroing Out für Klavier und Tonband, 1977
- Monogram für Klavier, 1978
- Capricorn Suite für Gitarre, 1978
- Naked at the Opera, Kammeroper, 1978
- Concerto für Klavier und Orchester, 1979
- Concerto für Violine und Orchester, 1980
- Fantasy on Themes From the Past für Akkordeon und Streichorchester, 1980
- Resurrection II für Bariton, Klarinette, Violine, Viola, Cello, Akkordeon und Perkussion, 1980
- ... Winds... für Flöte, Cello, Celeta, Cembalo und Perkussion, 1982
- Prayer and Dance für Klarinette, Streichquartett und Streichorchester, 1982
- Cradle Song, Vocalise and Elegy für Bariton, Violine und Klavier, 1983
- A Song Cycle: Songs of War für Tenor, Bariton und Klavier, 1983
- Three Choral Pieces für gemischten Chor, 1983
- Lyric II für Klavier, 1984
- Piano Quintet, 1984
- Divertissement No.1 für Gitarrenensemble, 1985
- Gemini Quartet für Oboe, Violine, Viola und Cello, 1986
- Symphony No. 1, 1986
- Flowers and Bouquets für vierstimmigen Frauenchor, 1987
- Divertissement No. 2 für Harfe, Akkordeon und Vibraphon, 1987
- String Quartet No. 3 für Sopran und Streichquartett, 1987
- August Collection, 24 Präludien für Klavier, 1987
- Remembrances of Latin Texts für Knaben- und Männerchor, 1988
- Mosaics für Klavier, 1988
- Lyric V für Oboe und Streichorchester, 1988
- Divertissement No. 3: Impressions and Memories für Perkussionsquintett, 1989
- July Notebook für gemischten Chor, 1989
- Lyric VII für Viola und Orchester, 1991
- Piano Sonata No. 3 ‘Textures‘ für Klavier, 1991